# Turdus maranonicus
Turdus maranonicus là một loài chim trong họ Turdidae.

## Đặc điểm
Loài hoét lớn, được đánh dấu đậm chỉ sinh sống ở Thung lũng Marañon phía tây bắc Peru và miền nam Ecuador. Có phần trên màu nâu và phần dưới màu trắng, được bao phủ bởi lớp vảy dày màu nâu.
Con non của các loài chim hét khác có thể có đốm ở phần dưới, nhưng các vết này nhỏ hơn và ít tương phản hơn, và các loài khác khó có thể được tìm thấy cùng với loài này.
Thường sinh sống ở những khu vực ít cây cối rậm rạp và ven rừng, thường gần nước.
Màu nâu ở trên với viền lông sẫm màu hơn tạo nên vẻ ngoài có vảy, màu trắng ở dưới với các đầu lông màu nâu sẫm, với mỏ màu ô liu xỉn. Loài này có vẻ bề ngoài khác đặc biệt (mặc dù các loài chim hét khác có đốm ở phần dưới khi còn nhỏ).